# والتر سویج لندور

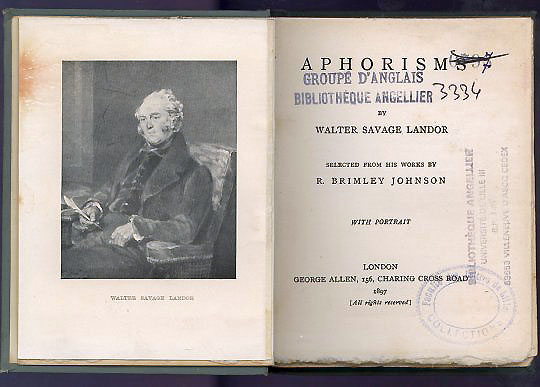
والتر سویج لندور

والتر سَوِیج لندور (به انگلیسی: Walter Savage Landor) (زاده ۳۰ ژانویه ۱۷۷۵ - درگذشته ۱۷ سپتامبر ۱۸۶۴) نویسنده و شاعر انگلیسی بود.